# Macraspis morio
Macraspis morio är en skalbaggsart som beskrevs av Hermann Burmeister 1844. Macraspis morio ingår i släktet Macraspis och familjen Rutelidae. Inga underarter finns listade i Catalogue of Life.